# Live at Rock City 2009 - Bootleg Series Vol. 2
Live at Rock City 2009 - Bootleg Series Vol. 2 è il secondo album dal vivo del gruppo musicale britannico Enter Shikari, pubblicato il 22 febbraio 2010.

## Descrizione
Come il precedente disco dal vivo (Live at Milton Keynes), anche questo è stato reso disponibile solo in un numero limitato di copie. Inizialmente reso disponibile solo in formato doppio CD con l'acquisto di Tribalism, nel 2014 sono state ristampate 500 copie singole dell'album in un'edizione limitata in formato vinile 12" firmate dai componenti dalla band.

## Tracce
Testi di Rou Reynolds, musiche degli Enter Shikari.
1. Common Dreads/Solidarity
2. Step Up
3. The Feast
4. Mothership
5. Zzzonked
6. Havoc A
7. No Sleep Tonight
8. Gap in the Fence
9. Havoc B
10. Labyrinth
11. No Sssweat
12. Hectic
13. Enter Shikari
14. Fanfare for the Conscious Man
15. Juggernauts

## Formazione
- Rou Reynolds – voce, tastiera, sintetizzatore
- Rory Clewlow – chitarra, voce secondaria
- Chris Batten – basso, voce secondaria
- Rob Rolfe – batteria, percussioni, cori

## Classifiche
| Classifica (2010)  | Posizione massima |
| ------------------ | ----------------- |
| Regno Unito (rock) | 16                |